# Dracaena adamii
Dracaena adamii là một loài thực vật có hoa trong họ Măng tây. Loài này được Hepper mô tả khoa học đầu tiên năm 1968.